# Risingsun
Risingsun és una població dels Estats Units a l'estat d'Ohio. Segons el cens del 2000 tenia 620 habitants.

## Demografia
Segons el cens del 2000, Risingsun tenia 620 habitants, 232 habitatges, i 171 famílies. La densitat de població era de 412,7 habitants per km².
Dels 232 habitatges en un 39,2% hi vivien nens de menys de 18 anys, en un 56% hi vivien parelles casades, en un 10,8% dones solteres, i en un 25,9% no eren unitats familiars. En el 24,1% dels habitatges hi vivien persones soles el 10,3% de les quals corresponia a persones de 65 anys o més que vivien soles. El nombre mitjà de persones vivint en cada habitatge era de 2,67 i el nombre mitjà de persones que vivien en cada família era de 3,1.
Per edats la població es repartia de la següent manera: un 30,8% tenia menys de 18 anys, un 7,4% entre 18 i 24, un 32,3% entre 25 i 44, un 19% de 45 a 60 i un 10,5% 65 anys o més.
L'edat mediana era de 34 anys. Per cada 100 dones de 18 o més anys hi havia 95,9 homes.
La renda mediana per habitatge era de 37.656 $ i la renda mediana per família de 40.417 $. Els homes tenien una renda mediana de 31.000 $ mentre que les dones 24.821 $. La renda per capita de la població era de 15.983 $. Aproximadament el 5,8% de les famílies i el 7,2% de la població estaven per davall del llindar de pobresa.

## Poblacions més properes
El següent diagrama mostra les poblacions més properes.